# (2542) Calpurnia
(2542) Calpurnia es un asteroide que forma parte del cinturón de asteroides y fue descubierto el 11 de febrero de 1980 por Edward L. G. Bowell desde la Estación Anderson Mesa, en Flagstaff, Estados Unidos.

## Designación y nombre
Calpurnia recibió al principio la designación de 1980 CF.
Posteriormente se nombró en honor de la dama romana Calpurnia, última esposa de Julio César.

## Características orbitales
Calpurnia orbita a una distancia media de 3,131 ua del Sol, pudiendo alejarse hasta 3,362 ua y acercarse hasta 2,901 ua. Tiene una excentricidad de 0,07362 y una inclinación orbital de 4,621 grados. Emplea en completar una órbita alrededor del Sol 2024 días.

## Características físicas
La magnitud absoluta de Calpurnia es 11,6. Tiene un diámetro de 27,61 km y se estima su albedo en 0,0639.